# Вирсберг
Вирсберг (нем. Wirsberg) — община в Германии, в земле Бавария. 
Подчиняется административному округу Верхняя Франкония. Входит в состав района Кульмбах.  Население составляет 1944 человека (на 31 декабря 2010 года). Занимает площадь 17,21 км².
Община подразделяется на 10 сельских округов.

## Административное деление
В настоящее время община Вирсберг подразделяется на 10 сельских округов.
| - Айнёде (нем. Einöde) - Биркенхоф (нем. Birkenhof) - Вайсенбах (нем. Weißenbach) - Вирсберг (нем. Wirsberg) - Гольдене Адлерхютте (нем. Goldene Adlerhütte) | - Зессенройт (нем. Sessenreuth) - Коттенау (нем. Cottenau) - Нойфанг (нем. Neufang) - Оссерих (нем. Osserich) - Шлакенмюле (нем. Schlackenmühle) |

## Население
По оценке на 31 декабря 2015 года население общины Вирсберг составляет 1842 чел. 

| Дата      | 1840 | 1871 | 1900 | 1925 | 1939 | 1950 | 1961 | 1970 | 1987 | 2011 |
| --------- | ---- | ---- | ---- | ---- | ---- | ---- | ---- | ---- | ---- | ---- |
| Население | 1592 | 1483 | 1317 | 1449 | 1535 | 2121 | 1958 | 2016 | 1804 | 1855 |

| Год       | 1960 | 1970 | 1980 | 1990 | 2000 | 2009 | 2010 | 2011 | 2012 | 2013 | 2014 | 2015 |
| --------- | ---- | ---- | ---- | ---- | ---- | ---- | ---- | ---- | ---- | ---- | ---- | ---- |
| Население | 1877 | 2020 | 1962 | 1873 | 2064 | 2003 | 1944 | 1839 | 1841 | 1819 | 1813 | 1842 |